# Медаль «В ознаменование восстановления имперской столицы»
Медаль «В ознаменование восстановления имперской столицы» (яп.帝都復興記念章月三年五和昭) — медаль Японской империи, учреждённая 12 августа 1930 года императорским эдиктом № 148. Медаль полагалась людям, которые принимали участие в проекте реконструкции Токио после Великого землетрясения Канто.
Выпускалась на Осакском Монетном Дворе (город Осака, префектура Осака). Мастер-медальер — скульптор Сёкичи Хата.
Медаль носилась на левой стороны груди. Вручалась награда в торжественной обстановке.

## Описание награды
Медаль изготавливалась из серебра и имеет форму правильного круга диаметром 30 мм. с толщиной гурта в 2 мм.
На аверсе — по центру изображение делового района Маруноути, в Токио отстроенного после землетрясения Канто. В нижней части медали изображение цветущей вишни, в верхней части медали изображение императорского герба — хризантемы.
Реверс: иероглифическая надпись на японском языке. Вертикальная надпись: «帝都復興記念», горизонтальная «月三年五和昭». Русский перевод: «празднование восстановления императорской столицы.».
В верхней части ушка делалось клеймо, состоящая из латинской буквы М, означающая, что медаль сделана на Осакском Монетном Дворе.
Лента выполнена из муарового шёлка, состоит из пяти полос вертикального направления, состоящие из зелёного, белого, зелёного, белого и зелёного цветов. Совместно с медалью шёл наградной лист и футляр пурпурного цвета. Надпись на нём была золотого цвета иероглифами, означающая: «празднование восстановления императорской столицы.»
Существовала также женская версия медали. Она отличалась тем, что вместо классической ленты был бант. Футляр, соответственно, был шире.

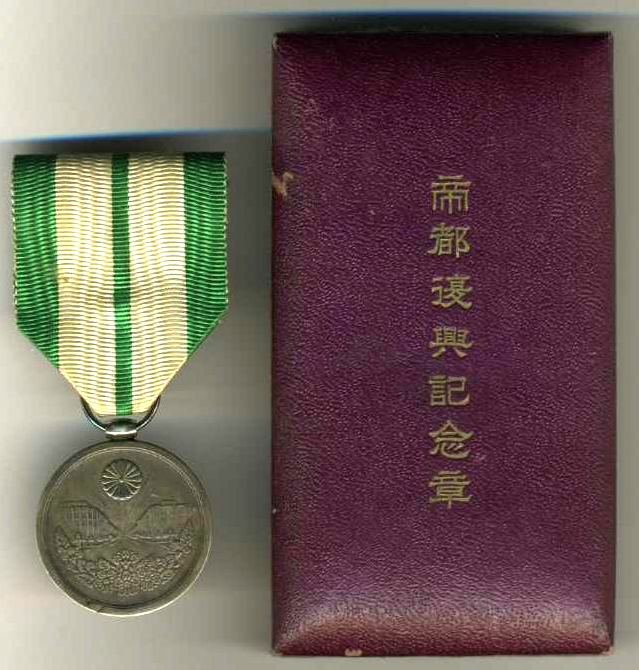
Медаль и футляр к ней.
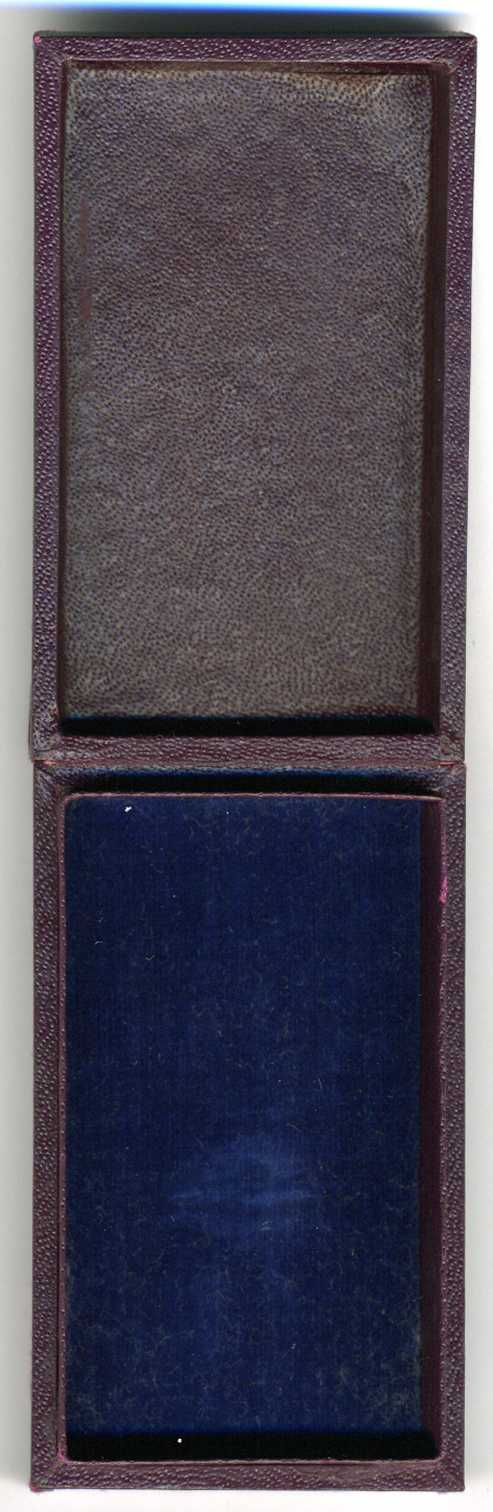
Внутренний вид футляра.
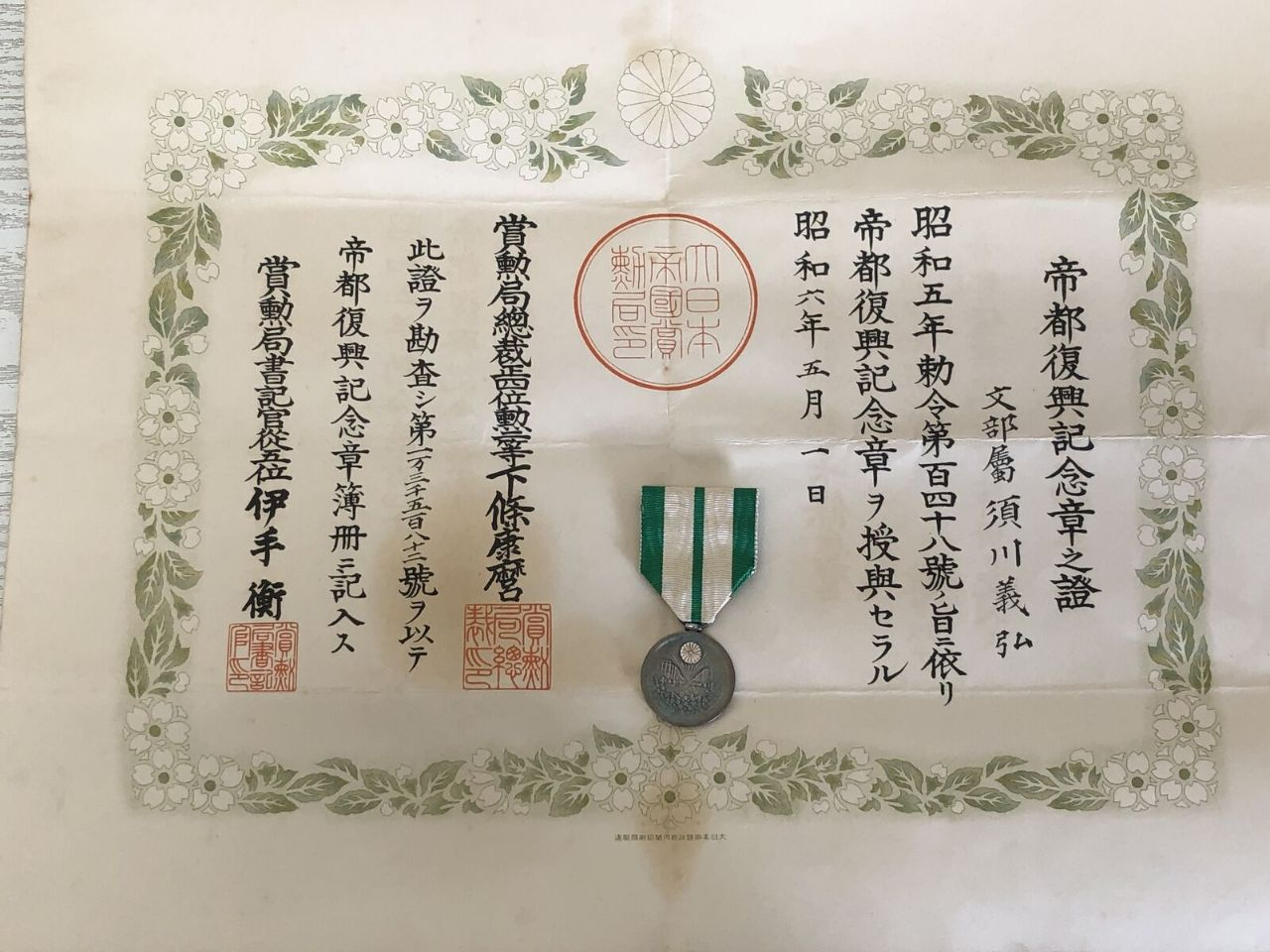
Наградной сертификат медали.
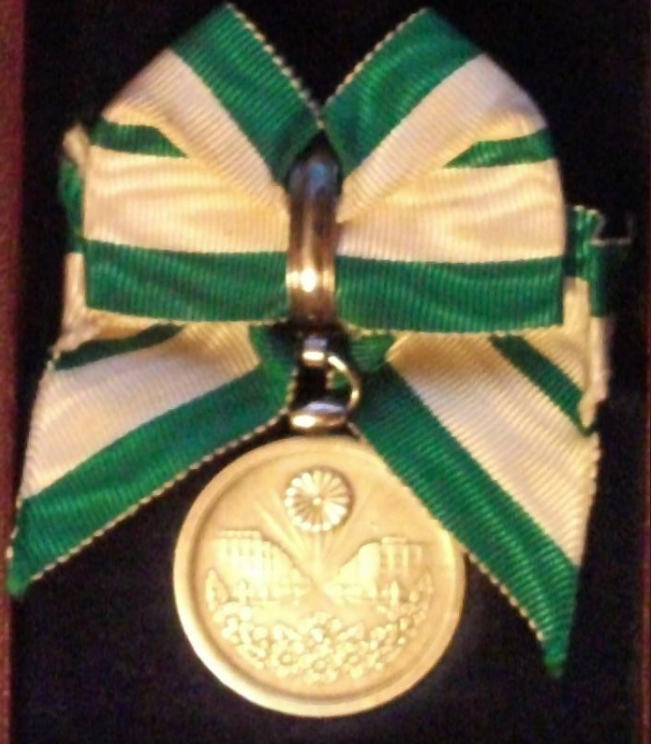
женская версия медали